# Saint-Laurent-Nouan
 Saint-Laurent-Nouan  es una población y comuna francesa, en la región de Centro, departamento de Loir y Cher, en el distrito de Blois y cantón de Bracieux.

## Demografía
| 1507 | 2327 | 2139 | 3079 | 3399 | 3686 |
| Para los censos de 1962 a 1999 la población legal corresponde a la población sin duplicidades (Fuente: INSEE [Consultar]) |      |      |      |      |      |